# Dancin' with Santa
«Dancin' With Santa» es una canción de la banda estadounidense de Surf rock, Garage y Rock and Roll, The Trashmen. En la portada del sencillo, aparecen los miembros del grupo. Otra canción navideña de la banda, está compuesta por el difunto baterista y cantante, Steve Wahrer, titulada Real Live Doll, aparece en el lado B, de este mismo sencillo.

## Miembros
- Steve Wahrer - Batería, Cantante
- Dal Winslow - Guitarra rítmica, Voz
- Tony Andreason - Guitarra solista, Voz
- Bob Reed - Bajo, Voz

- Datos: Q5797963